# Почтовые индексы в Кыргызстане
Почтовые индексы в Киргизии представляют собой систему шестизначных цифровых кодов, унаследованных со времён СССР и используемых в почтовой сфере на территории современной Киргизии.

## Описание
Система почтовых индексов не претерпела существенных изменений: первые три цифры индекса примерно соответствуют области, следующие три — номеру почтового отделения в ней. Нечёткое соответствие вызвано менявшимся территориальным делением республики с момента введения индексов (1970 год).

## Регионы и коды
| регион                  | Первые цифры индекса |
| ----------------------- | -------------------- |
| Бишкек                  | 720                  |
| Баткенская область      | 720                  |
| Джалал-Абадская область | 720—721              |
| Иссык-Кульская область  | 721—722              |
| Нарынская область       | 722                  |
| Ош и Ошская область     | 723                  |
| Таласская область       | 723—724              |
| Чуйская область         | 724—725              |